# Geprüfter Fachberater im Vertrieb (IHK)
Geprüfter Fachberater im Vertrieb (IHK) wird eine Aufstiegsfortbildung für Personen genannt, die im Vertrieb tätig sind und sich speziell in diesem Funktionsbereich gemäß DQR 5 weiterbilden. Die Expertise dieser Fachberater befähigt sie, individuelle Vertriebskonzepte für das jeweilige Unternehmen auszuarbeiten und zu verankern, gewonnene Informationen aus Verkaufsgesprächen zu berücksichtigen und diese bei zukünftigen Unternehmensentscheidungen zu bewerten. Eine wichtige Voraussetzung für den Erfolg ist die Fähigkeit zur Selbstorganisation sowie zu strukturiertem und zielorientiertem Handeln.

## Inhalte (modular)
In Bezug auf die reine Verkaufspraxis wie Verhandlung und Kommunikation oder Marketing und Vertrieb bietet das Studium von Inhalten gemäß Rahmenlehrplan inklusive einem erfolgreichen Ablegen der IHK-Prüfung eine gezielte Aufstiegsfortbildungs-Maßnahme, ohne jedoch im Bereichen  der Allgemeinen Betriebswirtschaftslehre oder dem Spektrum der wissenschaftlichen Arbeit Kenntnisse zu vertiefen.
- Modul 1: Marketing und Vertrieb
- Modul 2: EDV-Anwendungen (Office)
- Modul 3: BWL- und VWL-Grundlagen
- Modul 4: Kommunikation
- Modul 5: Rechtliche Grundlagen für Vertriebsfachleute
- Modul 6: Betriebliches Praktikum

## Prüfungsfächer
1. Methodisches Arbeiten unter Anwendung moderner Informationstechnologien
2. Wirtschaften unter Berücksichtigung von Kosten-/Nutzenaspekten
3. Marktchancen identifizieren und die Marketinginstrumente zielgerichtet einsetzen
4. Rechtsfragen aus der Vertriebspraxis prüfen und bearbeiten
5. Kundenkontakte effektiv und effizient gestalten.

Die Prüfung wird schriftlich und mündlich durchgeführt.

## Zulassungsvoraussetzungen
Zur Prüfung sind Personen zuzulassen, welche eine mit Erfolg abgelegte Abschlussprüfung in einem dreijährigen kaufmännischen Ausbildungsberuf und eine mindestens sechsmonatige kaufmännische Praxis oder eine mit Erfolg abgelegte Abschlussprüfung in einem anderen Ausbildungsberuf und eine mindestens 18-monatige kaufmännische Praxis nachweisen können. Die kaufmännische Berufspraxis muss der beruflichen Fortbildung zum Fachberater im Außendienst dienlich sein.
Abweichend können Hauptschulabsolventen ohne Ausbildung zur Prüfung zugelassen werden, wenn durch Vorlage von Zeugnissen oder auf andere Weise glaubhaft gemacht werden kann, dass Kenntnisse, Fertigkeiten und Erfahrungen erworben wurden, die eine Zulassung rechtfertigen.
Dieser Fachberater-Abschluß ist die erste Aufstiegsqualifikation der Vertriebsbranche, weitere sind Fachkaufmann für Vertrieb (IHK) und Handelsfachwirt.

## Praxisrelevanz
Das Vorhaben, dem Verkäufer mit Hilfe des Fachberaters (IHK) eine einheitliche Basisqualifikation zu geben, ist dem DIHK seit der Etablierung des Berufsbildes teilweise gelungen. Die umfangreiche Fortbildung (Dauer ca. 10 Monate Vollzeit) können in der Regel nur erwerbslose Personen durchlaufen, denn die nebenberufliche Variante erfordert mit 18 Monaten Laufzeit ebenso viel Aufwand wie höherwertige Aufstiegsqualifikationen. So erfordern die Aufstiegsqualifikationen wie der Handelsfachwirt, der Betriebswirt oder die des Fachwirt für Marketing ähnliche zeitliche und finanzielle Investitionen, führen jedoch im Ergebnis auch zu einer höherwertigen Qualifikation gemäß DQR.
In Bezug auf die reine Verkaufspraxis und Inhalte wie Verkaufspsychologie, Argumentation, Einwandbehandlung und Preisverhandlung bietet das Programm eine gezielte als auch solide Fortbildung.